# شرکت (مجموعه تلویزیونی آمریکایی)
شرکت (انگلیسی: Corporate) مجموعه‌ای تلویزیونی آمریکایی در سبک کمدی سیاه است که در ۱۷ ژانویهٔ ۲۰۱۷ فصل ده قسمتی آن از کمدی سنترال پخش شد. در فوریهٔ ۲۰۱۸ برای فصل دوم هم تمدید شد. فصل سوم و نهایی آن هم در ۲۲ ژوئیه ۲۰۲۰ پخش شد.

## بازیگران

### اصلی
- مت اینگبرتسن
- جیک وایسمن
- آن دودک
- آدام لاستیک
- آپارنا نانچرلا
- لنس ردیک

## کلیت داستان
شرکت داستانی ملالت‌بار دوکارمند یک شرکت چندملیتی به نام همپون دویل است.